# سابا هورفاث (لاعب كرة قدم)
سابا هورفاث (بالسلوفاكية: Csaba Horváth)‏ هو لاعب كرة قدم سلوفاكي في مركزي قلب الدفاع والدفاع، ولد في 2 مايو 1982 في دونيسكا ستريدا في سلوفاكيا. شارك مع منتخب سلوفاكيا لكرة القدم. أما مع النوادي، فقد لعب مع أدو دين هاغ وبياست غليفيتسه وزاغويمبيه لوبين ونادي ترنتشين ونادي دوبرافكا براتيسلافا.

## وصلات خارجية
- سابا هورفاث على موقع قاعدة بيانات كرة القدم.إي يو (الإنجليزية)
- سابا هورفاث على موقع ناشيونال فوتبول تيمز (الإنجليزية)